# Лушев Петро Георгійович
Петро Георгійович Лушев (18 жовтня 1923 — 23 березня 1997) — радянський воєначальник, генерал армії, Герой Радянського Союзу (1983). Депутат Верховної Ради СРСР 10—11-го скликань (1979—1989). Народний депутат СРСР у 1989—1991 роках. Член ЦК КПРС у 1981—1990 роках.

## Біографія
Петро Георгійович Лушев народився в сім'ї селянина в селі Побоїще Емецкого повіту Архангельської губернії (нині Холмогорського району Архангельської області). Через кілька років сім'я переїхала в селище лісозаводу імені Леніна (ЛДК № 3) в межах Архангельська. Закінчив середню школу № 95 в Архангельську.

## Друга світова війна
Відразу після початку німецько-радянської війни в серпні 1941 року був призваний в Червону Армію. Закінчив курси молодших лейтенантів. У діючій армії з червня 1942 року. Воював на Волховському і Ленінградському фронтах. Командир стрілецького взводу 61-го гвардійського стрілецького полку 19-ї гвардійської стрілецької дивізії, з 1944 року — командир стрілецької роти, в 1945 році — старший ад'ютант батальйону (в сучасній армії цієї посади відповідає посаду начальника штабу батальйону). Брав участь в Синявинские наступальної операції 1942 року (у якій був поранений), в Ленінградської-Новгородської операції, Прибалтійській операції, в блокаді Курляндской угруповання. Нагороджений орденом Червоної Зірки. У жовтні 1943 року в бою на Україні загинув батько П. Г. Лушев — червоноармієць Єгор Федорович Лушев (1895—1943).

## Післявоєнний час
Після війни в 1947 році закінчив курси удосконалення офіцерського складу. Служив начальником штабу танкового батальйону, командиром танкового батальйону. Член ВКП (б) з 1951 року. У 1954 році закінчив Військову академію бронетанкових військ імені І. В. Сталіна. З 1954 року командував танковим полком, був заступником командира танкової дивізії.
У 1966 році закінчив Військову академію Генерального штабу. З липня 1966 року — командир 44-ї навчальної танкової дивізії. З травня 1968 року — командир 4-ї гвардійської танкової Кантемировской дивізії в Московському військовому окрузі. З червня 1969 був першим заступником командувача 3-й загальновійськовий армією Групи радянських військ у Німеччині, а з листопада 1971 року — командувачем 1-ї гвардійської танкової армії в складі ГСВГ (штаб — Дрезден, НДР). У 1973 році закінчив Вищі академічні курси при Військовій академії Генерального штабу Збройних Сил СРСР імені К. Є. Ворошилова.

## На вищих командних посадах
З 30 липня 1973 року — перший заступник Головнокомандувача Групою радянських військ в Німеччині. З червня 1975 року — командувач військами Приволзького військового округу, генерал-полковник (лютий 1976). З листопада 1977 року — командувач військами Середньоазіатського військового округу. З листопада 1980 року — командувач військами Московського військового округу. Військове звання «генерал армії» присвоєно указом Президії Верховної Ради СРСР від 2 листопада 1981 року. З липня 1985 року — Головнокомандувач Групою радянських військ у Німеччині.
З червня 1986 року — перший заступник міністра оборони СРСР. З 24 січня 1989 року — головнокомандувач Об'єднаними Збройними силами держав — учасників Варшавського договору, був останнім воєначальником, який займав цю посаду. З 26 квітня 1991 року — військовий інспектор-радник Групи генеральних інспекторів Міністерства оборони СРСР.

## У відставці
З січня 1992 року — у відставці. Жив в Москві. Помер 23 березня 1997 року. Похований на Новодівичому кладовищі.

## Військові звання
- Генерал-майор танкових військ (25.10.1967)
- Генерал-лейтенант танкових військ (2.11.1972)
- Генерал-полковник (19.02.1976)
- генерал армії (2.11.1981)

## Нагороди
- Герой Радянського Союзу (17 жовтня 1983)
- два ордени Леніна (17.10.1983,)
- орден Червоного Прапора
- орден Вітчизняної війни 1 ступеня (1985)
- два ордени Червоної Зірки (18.10.1944,)
- орден «За службу Батьківщині в Збройних Силах СРСР» 3-го ступеня
- медаль «За оборону Ленінграда» (1943)
- медалі

На згадку про П. Г. Лушев в 2005 році встановлено меморіальну дошку на будівлі середньої школи № 95 в місті Архангельську, яку він закінчив.